# Summer Break
Summer Break is een Nederlandse televisieserie, geproduceerd door AVROTROS en uitgezonden op NPO Zapp.
De serie werd aangekondigd door AVROTROS op 21 augustus 2024. De serie is de opvolger van Dance Camp, dat na drie seizoenen eindigde. 

## Rolverdeling
| acteur                | personage |
| --------------------- | --------- |
| Manou Jue Cardoso     | Tess      |
| Fatima Yigen          | Yasmin    |
| Berend Jan Koole      | Sem       |
| Emma Keuven           | Bowie     |
| Yasin Lubbe           | Ismail    |
| Luna Sabella          | Maud      |
| Everon Jackson Hooi   | Denzel    |
| Kim-Lian van der Meij | Vivian    |
| Gürkan Küçüksentürk   | Mehmet    |
| Robine Maas           | Kenzie    |
| Kylian Jungschläger   | Yip       |

## Verhaal

### Seizoen 1
Yasmin (Fatima Yigen) werkt in het luxe resort van haar oom Mehmet (Gürkan Küçüksentürk), terwijl haar hartsvriendin Tess (Manou Jue Cardoso) in Nederland verblijft. Door een uitvaller weet Yasmin ervoor te zorgen dat Tess ook mag komen werken in het vakantieresort. Tess heeft echter geen ervaring in de horeca ondanks dat ze tegen Mehmet beweert dit wel te hebben. Ismail is verliefd op Tess en doet alles om haar niet bij zijn vader door de mand te laten vallen. Yasmin werkt in het animatieteam, waar ook haar vroegere liefde Sem (Berend Jan Koole) deel van uitmaakt. Ook de energieke en vloggende Bowie (Emma Keuven) maakt deel uit van het animatieteam, evenals Yasmins neef Ismail (Yasin Lubbe).
Maud (Luna Sabella) komt samen met haar ouders Denzel (Everon Jackson Hooi) en Vivian (Kim-Lian van der Meij) naar het resort, ondanks dat de relatie van haar ouders op de klippen ligt. Maud, die de ruzies van haar ouders voortdurend moet aanhoren, bedenkt samen met het animatieteam een plannetje om haar ouders weer verliefd op elkaar te laten worden. Ook Kenzie (Robine Maas) is op vakantie in het resort en heeft een oogje op Yip (Kylian Jungschläger), die ze graag als vakantieliefde voor zich wil winnen.